# Episodi di Papà a tempo pieno (terza stagione)
La terza stagione della serie televisiva Papà a tempo pieno è stata trasmessa in prima visione assoluta negli Stati Uniti d'America sul canale CBS dal 4 febbraio al 6 maggio 2019.
In Italia la stagione è stata trasmessa in prima visione assoluta su Rai 2 dal 23 novembre 2019 al 2 febbraio 2020.
| n° | Titolo originale           | Titolo italiano            | Prima TV USA     | Prima TV Italia  |
| -- | -------------------------- | -------------------------- | ---------------- | ---------------- |
| 1  | Wife-Proof                 | Come un ninja              | 4 febbraio 2019  | 23 novembre 2019 |
| 2  | Yeah, Maybe                | Sì, forse                  | 11 febbraio 2019 | 30 novembre 2019 |
| 3  | Put Him on the Ground      | Mettilo al tappeto         | 18 febbraio 2019 | 7 dicembre 2019  |
| 4  | Adam's Wall Hole Bowl      | Va-in-gol                  | 25 febbraio 2019 | 8 dicembre 2019  |
| 5  | The New Old School         | Genitori moderni           | 4 marzo 2019     | 14 dicembre 2019 |
| 6  | Semi-Indecent Proposal     | Gelosia                    | 11 marzo 2019    | 15 dicembre 2019 |
| 7  | Hotel Hanky Panky          | Astinenza                  | 18 marzo 2019    | 21 dicembre 2019 |
| 8  | Adam's Ribs                | Vegano per amore           | 25 marzo 2019    | 22 dicembre 2019 |
| 9  | Adam Acts His Age          | I suoi primi cinquant'anni | 1 aprile 2019    | 11 gennaio 2020  |
| 10 | We Don't Need Another Hero | Non ci serve un altro eroe | 15 aprile 2019   | 18 gennaio 2020  |
| 11 | Cabin Fever                | Gita tra uomini            | 22 aprile 2019   | 25 gennaio 2020  |
| 12 | Clean Country Living       | La sorella cattiva         | 29 aprile 2019   | 1º febbraio 2020 |
| 13 | The Intervention(s)        | Il piano di Kelly          | 6 maggio 2019    | 2 febbraio 2020  |